# Südliche Großfleck-Ginsterkatze
Die Südliche Großfleck-Ginsterkatze (Genetta tigrina) lebt in küstennahen Regionen im südlichen Afrika (Südafrika und Lesotho). Das Verbreitungsgebiet erstreckt sich vom Süden der Provinz Westkap bis zum südlichen KwaZulu-Natal (Ostküste) und ins angrenzende Lesotho. Die Art bewohnt Wälder und Heidelandschaften im Fynbos und gilt als nicht gefährdet.

## Merkmale

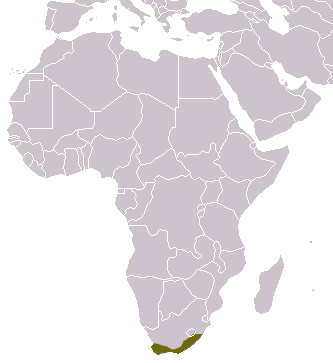
Verbreitungsgebiet

Die Südliche Großfleck-Ginsterkatze hat einen langgestreckten Körper mit auffallend kurzen Beinen und einem langen Schwanz. Die Kopf-Rumpf-Länge beträgt bei Männchen 46–58 cm und bei Weibchen 42–56 cm. Die Schwanzlänge erreicht bis zu 46 cm. Weibchen wiegen maximal 1,9 kg, Männchen bis zu 2,1 kg. 
Die Körperoberseite ist gelblich-weiß bis grau gefärbt, die Unterseite grau bis weiß-grau. Auf der Rückenmitte verläuft ein schwarzer Streifen. An den Körperseiten werden die Streifen zu einem kleiner werdenden, dunklen Fleckenmuster aufgelöst. Der Schwanz weist 7–8 helle Ringel auf, die sich mit dunklen Ringeln abwechseln, die Schwanzspitze ist schwarz.
Der Kopf läuft spitz zur Schnauze zu, das Gesicht ist maskenartig gezeichnet. Die Krallen können beim Klettern eingezogen werden.

## Verbreitung und Lebensräume
Die Südliche Großfleck-Ginsterkatze ist in vergleichsweise regenreichen Regionen entlang der Süd- und Ostküste Südafrikas verbreitet. Das Verbreitungsgebiet erstreckt sich vom Süden der Provinz Westkap bis zum südlichen KwaZulu-Natal und dem angrenzenden Lesotho. Die Nordgrenze des Areals liegt bei 32° S (weiter nördlich gelegene Fundortangaben sind Genetta fieldiana zuzurechnen).
Die Art lebt in Wäldern und im Küsten- und Berg-Fynbos (Heiden in der Florenregion Capensis). Die Lebensräume zeichnen sich durch dichte Vegetation und gute Wasserversorgung aus, zum Jagen werden auch offenere Bereiche aufgesucht.

## Lebensweise
Die Südliche Großfleck-Ginsterkatze ist ein nachtaktives Raubtier. Sie ernährt sich überwiegend von Kleinsäugern, Vögeln und Gliederfüßern (Arthropoden) wie Insekten. In Siedlungsnähe werden auch kleine Haustiere und Geflügel erbeutet und Abfall durchstöbert. Südliche Großfleck-Ginsterkatzen scheinen außerhalb der Fortpflanzungszeit einzelgängerisch zu leben. Details zur Lebensweise sind nicht bekannt.

## Gefährdung
Bedeutsame Gefährdungen sind nicht bekannt. Da zudem ihr Verbreitungsgebiet relativ groß ist, sie relativ häufig zu sein scheint und in Schutzgebieten regelmäßig anzutreffen ist, wird die Südliche Großfleck-Ginsterkatze von IUCN als nicht gefährdet (least concern) eingestuft.